# Daphnella mazatlanica
Daphnella mazatlanica é uma espécie de gastrópode do gênero Daphnella, pertencente à família Raphitomidae.